# Edoeard Vorganov
Edoeard Aleksejevitsj Vorganov (Russisch: Эдуард Алексеевич Ворганов; Voronezj, 7 december 1982) is een Russisch wielrenner die anno 2018 rijdt voor Minsk Cycling Club. Hij werd in 2012 Russisch kampioen op de weg.
Op 5 februari 2016 maakte de UCI bekend dat Vorganov op 14 januari 2016 positief heeft getest op het middel meldonium. Dit gebeurde bij een out-of-competition dopingcontrole. Op 9 mei 2016 maakte de UCI bekend dat de schorsing van de Rus is opgeheven. Dit omdat het zou kunnen dat Vorganov het middel vóór 1 januari 2016 genomen zou hebben. Pas met ingang van die datum is het gebruik van meldonium strafbaar. Hij werd hiervoor voorlopig geschorst, maar deze schorsing werd in mei weer opgeheven.

## Belangrijkste overwinningen
2004
4e etappe Circuit des Ardennes
Eindklassement Circuit des Ardennes
2007
Clásica de Almería
2012
 Russisch kampioen op de weg, Elite
2015
Proloog Ronde van Oostenrijk (ploegentijdrit)
2018
3e etappe Ronde van Mersin
Eindklassement Ronde van Mersin

## Resultaten in voornaamste wedstrijden
| Jaar | Ronde van Italië | Ronde van Frankrijk | Ronde van Spanje |
| ---- | ---------------- | ------------------- | ---------------- |
| 2007 |                  |                     | 70e              |
| 2008 |                  |                     | 60e              |
| 2009 | 23e              |                     | 26e              |
| 2010 |                  | 79e                 |                  |
| 2011 | 37e              |                     | 43e              |
| 2012 |                  | 19e                 |                  |
| 2013 |                  | 48e                 |                  |
| 2014 | 55e              |                     | 46e              |
| 2015 |                  |                     | 39e              |

| Jaar | Milaan-San Remo | Amstel Gold Race | Luik-Bast.‑Luik | Ronde van Lombardije | Waalse Pijl |  | WK op de weg |  | Wereldranglijsten |
| ---- | --------------- | ---------------- | --------------- | -------------------- | ----------- |  | ------------ |  | ----------------- |
| 2007 |                 |                  |                 |                      |             |  |              |  |                   |
| 2008 |                 |                  |                 |                      |             |  |              |  |                   |
| 2009 |                 |                  |                 |                      |             |  | 51e          |  |                   |
| 2010 | 48e             | 15e              | 48e             |                      | 30e         |  | 61e          |  | 112e (UWK)        |
| 2011 |                 | 42e              | 65e             |                      | 35e         |  |              |  |                   |
| 2012 | 100e            | 48e              | opgave          |                      | 88e         |  | 86e          |  | 156e (UWT)        |
| 2013 | 43e             | opgave           | 101e            |                      | 53e         |  |              |  |                   |
| 2014 |                 | 28e              | 44e             | opgave               | 49e         |  |              |  |                   |
| 2015 |                 |                  |                 | 57e                  |             |  |              |  |                   |

## Ploegen
- 2005 –  Omnibike Dynamo Moscow
- 2006 –  Omnibike Dynamo Moscow
- 2007 –  Karpin Galicia
- 2008 –  Xacobeo Galicia [a]
- 2009 –  Xacobeo Galicia
- 2010 –  Team Katjoesja
- 2011 –  Katjoesja Team
- 2012 –  Katjoesja Team
- 2013 –  Katjoesja
- 2014 –  Team Katjoesja
- 2015 –  Team Katjoesja
- 2016 –  Team Katjoesja
- 2017 –  Minsk Cycling Club
- 2018 –  Minsk Cycling Club

1. ↑  Tot Xacobeo half augustus de hoofdsponsoring overnam van Karpin heette de ploeg Karpin Galicia.

Bandiera · 
Bodrogi · 
Botsjarov ·
Broett · 
Caruso ·
Chalilov ·
Galimzjanov ·
Goesev ·
Horrach · 
Ignatjev · 
Ivanov ·
Jeskov ·
Karpets ·
Kirchen (tot 31/07) · 
Klimov · 
Kolobnev ·
Kritski ·
Mazzanti · 
McEwen ·   
Napolitano ·
Ovetsjkin · 
Petrov · 
Pliușchin · 
Pozzato · 
Rodríguez · 
Silin · 
Troesov · 
Vandenbergh · 
Vantomme ·
Vorganov ·
Antonov (stagiair) ·
Mironov (stagiair) ·
Porsev (stagiair)
Arguelyes · 
Broett · 
Caruso ·
Di Luca ·
Galimzjanov ·
Goesev ·
Horrach · 
Hoste · 
Ignatenko · 
Ignatjev · 
Isajtsjev ·
Ivanov ·
Karpets ·
Koetsjynski ·
Kolobnev ·
Kritski ·
Losada · 
Mironov ·
Moreno ·   
Ovetsjkin · 
Paolini ·
Pliușchin · 
Porsev · 
Pozzato · 
Rodríguez · 
Silin · 
Troesov · 
Trofimov ·
Vandenbergh · 
Vantomme ·
Vorganov
Belkov · 
Broett · 
Caruso ·
Florencio ·
Freire ·
Galimzjanov (tot 15/04) ·
Goesev ·
Haller ·
Horrach · 
Ignatenko · 
Ignatjev · 
Isajtsjev ·
Koetsjynski ·
Kolobnev ·
Kristoff ·
Kritski ·
Losada · 
Mensjov ·
Moreno ·   
Paolini · 
Porsev ·  
Rodríguez · 
Selig ·
Smukulis · 
Špilak · 
Tsatevitsj · 
Trofimov ·
Vantomme ·
Vicioso · 
Vorganov ·
Koeznetsov (stagiair) ·
Vorobjov (stagiair) ·
Zakarin (stagiair)
Belkov · 
Broett · 
Caruso ·
Florencio ·
Goesev ·
Haller · 
Ignatenko · 
Ignatjev · 
Isajtsjev ·
Koetsjynski ·
Koeznetsov ·
Kolobnev ·
Kozontsjoek ·
Kristoff ·
Kritski ·
Losada · 
Mensjov (tot 19/05) ·
Moreno ·   
Paolini · 
Porsev ·  
Rodríguez · 
Selig ·
Smukulis · 
Špilak · 
Tsatevitsj · 
Tsjernetski ·
Trofimov ·
Vicioso · 
Vorganov ·
Vorobjov ·
Antonov (stagiair) ·
Razoemov (stagiair) ·
Nikolajev (stagiair) 
Belkov · Broett · Caruso · Goesev · Haller · Ignatenko · Ignatjev · Isajtsjev · Koetsjynski · Koeznetsov · Kolobnev · Kotsjetkov · Kozontsjoek · Kristoff · Losada · Moreno · Paolini · Porsev · Rodríguez · Rybakov · Selig · Silin · Smukulis ·  Špilak · Trofimov · Tsatevitsj · Tsjernetski · Vicioso · Vorganov · Vorobjov · Bystrøm (stagiair)
Belkov · Bystrøm · Caruso · Guarnieri · Haller · Isajtsjev · Koeznetsov · Kolobnev · Kotsjetkov · Kozontsjoek · Kristoff · Lagoetin · Losada · Machado · Moreno · Paolini · Porsev · Rodríguez · Selig · Silin · Smukulis ·  Špilak · Trofimov · Tsatevitsj · Tsjernetski · Vicioso · Vorganov · Vorobjov · Zakarin · Politt (stagiair) · Restrepo (stagiair)
Belkov · Bystrøm · Guarnieri · Haller · Isajtsjev · Koeznetsov · Kotsjetkov · Kozontsjoek · Kristoff · Lagoetin · Losada · Machado · Mamykin · Mørkøv · Politt · Porsev · Restrepo · Rodríguez · Silin · Špilak · Taaramäe · Tsatevitsj · Tsjernetski · Van den Broeck · Vicioso · Vorganov · Vorobjov · Zakarin · Maes (stagiair)
Bazjkow · Ivasjkin · Karaljok · Klimjankow · Moezytsjkin · Papok · Ramanaw · Samojlaw · Sjemetaw · Sjoemaw · Sobal · Strokaw · Vorganov